# A Billboard 200 listavezetői 2024-ben

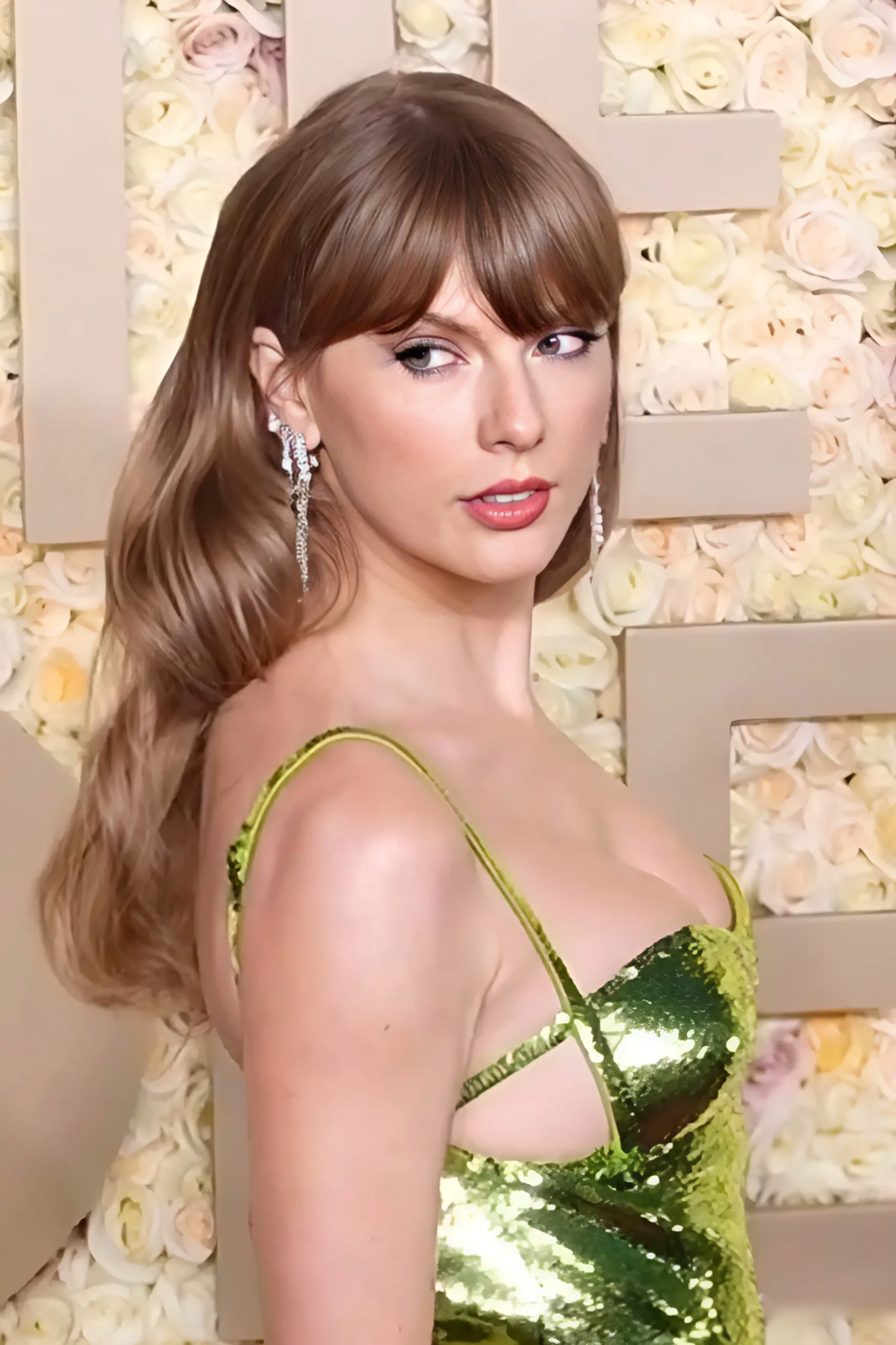
Taylor Swift albumai, a 1989 (Taylor’s Version) és a The Tortured Poets Department, tizenkilenc hetet töltöttek a lista élén 2024 során

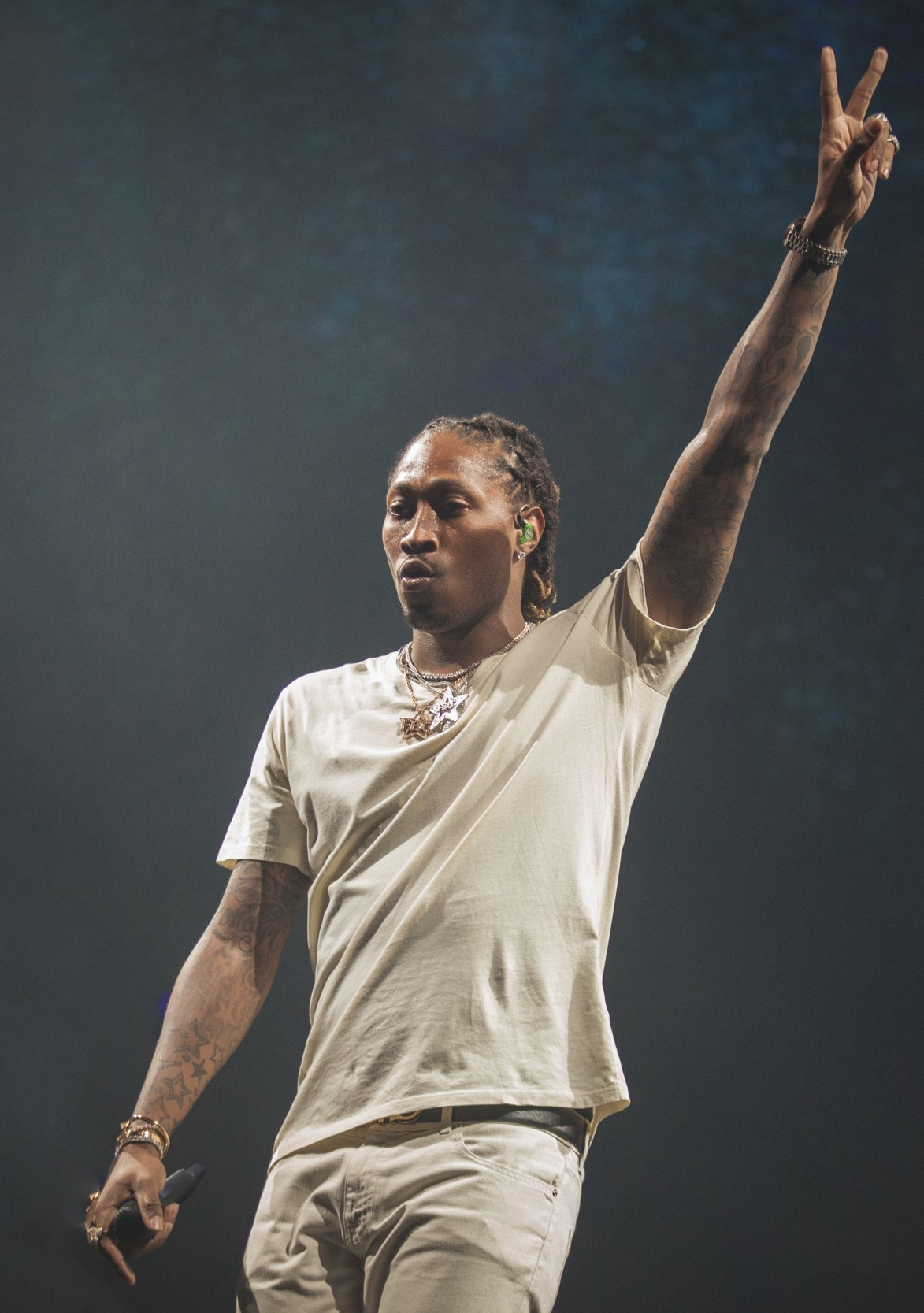
Future az első rapelőadó lett, akinek egy évben három albuma is elérte a lista élét

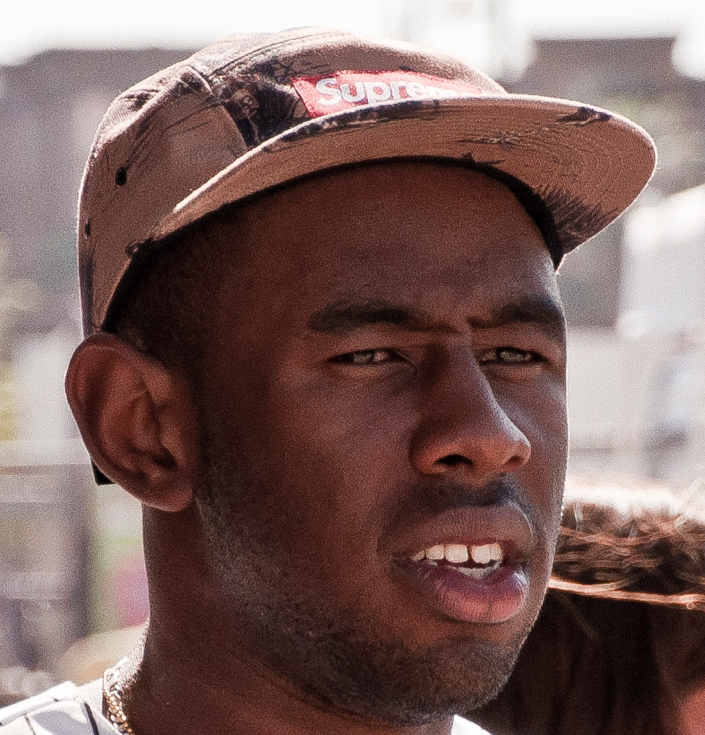
Tyler, the Creator amerikai rapper három egymást követő hetet töltött a lista élén nyolcadik, Chromakopia című stúdióalbumával

Az alábbi lista az Egyesült Államokban 2024-ben első helyezett albumokat sorolja fel. A legjobban teljesítő albumokat és középlemezeket a Billboard 200 listán gyűjtik össze és a Billboard magazin adja ki. Az adatokat a Luminate Data gyűjti össze, albummal egyenértékű egységet használva, amely figyelembe veszi az eladott albumokat, az eladott dalokat és streaminget. Egy eladott album, tíz eladott dal az albumról, illetve 1 250 streaming szolgáltatáson lejátszott dal számít egy egységnek (ingyenes, reklámokkal támogatott streaming esetén 3 750).
Taylor Swift tizenegyedik stúdióalbuma, a The Tortured Poets Department, több Billboard 200-rekordot is megdöntött: többek között az első női előadó által kiadott lemez lett, ami első tizenkét hetét a lista élén töltötte. 2024 legsikeresebb lemeze, első hetében 2,61 millió példányban kelt el, és Swift rekordnak számító hetedik lemeze, amiből legalább egy millió példányt eladtak a megjelenése utáni egy hétben. Még második hetében is több példányban kelt el, mint bármely más album 2024-ben.
2024-ben négy album volt, ami több, mint egy hétig volt listavezető: a The Tortured Poets Department (15 hét), a Short n’ Sweet (4 hét), illetve a One Thing at a Time és a Chromakopia (3 hét). Az előadók, akiknek több albuma is elérte az első helyet az évben Future és Metro Boomin, a páros közreműködött a We Don’t Trust You és a We Still Don’t Trust You lemezeken, illetve Future Mixtape Pluto művével az első rapelőadó lett, akinek három albuma is első volt egy évben.

## Lista
| Az év legjobban teljesítő albuma |

| Dátum          | Album                                   | Előadó                   | Példányszám | For.            |
| -------------- | --------------------------------------- | ------------------------ | ----------- | --------------- |
| január 6.      | 1989 (Taylor’s Version)                 | Taylor Swift             | 98 000      | [ 2 ] [ 3 ]     |
| január 13.     | 1989 (Taylor’s Version)                 | Taylor Swift             | 64 000      | [ 4 ] [ 5 ]     |
| január 20.     | One Thing at a Time                     | Morgan Wallen            | 61 000      | [ 6 ] [ 7 ]     |
| január 27.     | American Dream                          | 21 Savage                | 133 000     | [ 8 ] [ 9 ]     |
| február 3.     | American Dream                          | 21 Savage                | 78 000      | [ 10 ] [ 11 ]   |
| február 10.    | One Thing at a Time                     | Morgan Wallen            | 66 000      | [ 12 ] [ 13 ]   |
| február 17.    | 35 Biggest Hits                         | Toby Keith               | 66 000      | [ 14 ] [ 15 ]   |
| február 24.    | Vultures 1                              | ¥$ (Ye és Ty Dolla Sign) | 148 000     | [ 16 ] [ 17 ]   |
| március 2.     | Vultures 1                              | ¥$ (Ye és Ty Dolla Sign) | 75 000      | [ 18 ] [ 19 ]   |
| március 9.     | With You-th                             | Twice                    | 95 000      | [ 20 ] [ 21 ]   |
| március 16.    | One Thing at a Time                     | Morgan Wallen            | 68 000      | [ 22 ] [ 23 ]   |
| március 23.    | Eternal Sunshine                        | Ariana Grande            | 227 000     | [ 24 ] [ 25 ]   |
| március 30.    | Eternal Sunshine                        | Ariana Grande            | 100 500     | [ 26 ] [ 27 ]   |
| április 6.     | We Don’t Trust You                      | Future és Metro Boomin   | 251 000     | [ 28 ] [ 29 ]   |
| április 13.    | Cowboy Carter                           | Beyoncé                  | 407 000     | [ 30 ] [ 31 ]   |
| április 20.    | Cowboy Carter                           | Beyoncé                  | 128 000     | [ 32 ] [ 33 ]   |
| április 27.    | We Still Don’t Trust You                | Future és Metro Boomin   | 127 500     | [ 34 ] [ 35 ]   |
| május 4.       | The Tortured Poets Department           | Taylor Swift             | 2 610 000   | [ 36 ] [ 37 ]   |
| május 11.      | The Tortured Poets Department           | Taylor Swift             | 439 000     | [ 38 ] [ 39 ]   |
| május 18.      | The Tortured Poets Department           | Taylor Swift             | 282 000     | [ 40 ] [ 41 ]   |
| május 25.      | The Tortured Poets Department           | Taylor Swift             | 260 000     | [ 42 ] [ 43 ]   |
| június 1.      | The Tortured Poets Department           | Taylor Swift             | 378 000     | [ 44 ] [ 45 ]   |
| június 8.      | The Tortured Poets Department           | Taylor Swift             | 175 000     | [ 46 ] [ 47 ]   |
| június 15.     | The Tortured Poets Department           | Taylor Swift             | 148 000     | [ 48 ] [ 49 ]   |
| június 22.     | The Tortured Poets Department           | Taylor Swift             | 127 000     | [ 50 ] [ 51 ]   |
| június 29.     | The Tortured Poets Department           | Taylor Swift             | 126 000     | [ 52 ] [ 53 ]   |
| július 6.      | The Tortured Poets Department           | Taylor Swift             | 115 000     | [ 54 ] [ 55 ]   |
| július 13.     | The Tortured Poets Department           | Taylor Swift             | 114 000     | [ 56 ] [ 57 ]   |
| július 20.     | The Tortured Poets Department           | Taylor Swift             | 163 000     | [ 58 ] [ 59 ]   |
| július 27.     | The Death of Slim Shady (Coup de Grâce) | Eminem                   | 281 000     | [ 60 ] [ 61 ]   |
| augusztus 3.   | Ate                                     | Stray Kids               | 231 000     | [ 62 ] [ 63 ]   |
| augusztus 10.  | The Tortured Poets Department           | Taylor Swift             | 71 000      | [ 64 ] [ 65 ]   |
| augusztus 17.  | The Tortured Poets Department           | Taylor Swift             | 142 000     | [ 66 ] [ 67 ]   |
| augusztus 24.  | The Tortured Poets Department           | Taylor Swift             | 85 000      | [ 68 ] [ 69 ]   |
| augusztus 31.  | F–1 Trillion                            | Post Malone              | 250 000     | [ 70 ] [ 71 ]   |
| szeptember 7.  | Short n’ Sweet                          | Sabrina Carpenter        | 362 000     | [ 72 ] [ 73 ]   |
| szeptember 14. | Short n’ Sweet                          | Sabrina Carpenter        | 159 000     | [ 74 ] [ 75 ]   |
| szeptember 21. | Short n’ Sweet                          | Sabrina Carpenter        | 117 000     | [ 76 ] [ 77 ]   |
| szeptember 28. | Days Before Rodeo                       | Travis Scott             | 156 000     | [ 78 ] [ 79 ]   |
| október 5.     | Mixtape Pluto                           | Future                   | 129 000     | [ 80 ] [ 81 ]   |
| október 12.    | Short n’ Sweet                          | Sabrina Carpenter        | 100 000     | [ 82 ] [ 83 ]   |
| október 19.    | Moon Music                              | Coldplay                 | 120 000     | [ 84 ] [ 85 ]   |
| október 26.    | Beautifully Broken                      | Jelly Roll               | 161 000     | [ 86 ] [ 87 ]   |
| november 2.    | Lyfestyle                               | Yeat                     | 89 000      | [ 88 ] [ 89 ]   |
| november 9.    | Chromakopia                             | Tyler, the Creator       | 299 500     | [ 90 ] [ 91 ]   |
| november 16.   | Chromakopia                             | Tyler, the Creator       | 160 000     | [ 92 ] [ 93 ]   |
| november 23.   | Chromakopia                             | Tyler, the Creator       | 104 000     | [ 94 ] [ 95 ]   |
| november 30.   | Golden Hour: Part.2                     | Ateez                    | 184 000     | [ 96 ] [ 97 ]   |
| december 7.    | GNX                                     | Kendrick Lamar           | 319 000     | [ 98 ] [ 99 ]   |
| december 14.   | The Tortured Poets Department           | Taylor Swift             | 405 000     | [ 100 ] [ 101 ] |
| december 21.   | The Tortured Poets Department           | Taylor Swift             | 240 000     | [ 102 ] [ 103 ] |
| december 28.   | Hop                                     | Stray Kids               | 187 000     | [ 104 ] [ 105 ] |

## Listavezető előadók
| #  | Előadó             | Hetek száma |
| -- | ------------------ | ----------- |
| 1  | Taylor Swift       | 19          |
| 2  | Sabrina Carpenter  | 4           |
| 3  | Future             | 3           |
| 3  | Morgan Wallen      | 3           |
| 3  | Tyler, the Creator | 3           |
| 6  | 21 Savage          | 2           |
| 6  | ¥$                 | 2           |
| 6  | Ye                 | 2           |
| 6  | Ty Dolla Sign      | 2           |
| 6  | Ariana Grande      | 2           |
| 6  | Beyoncé            | 2           |
| 6  | Metro Boomin       | 2           |
| 6  | Stray Kids         | 2           |
| 14 | Ateez              | 1           |
| 14 | Coldplay           | 1           |
| 14 | Eminem             | 1           |
| 14 | Jelly Roll         | 1           |
| 14 | Kendrick Lamar     | 1           |
| 14 | Post Malone        | 1           |
| 14 | Toby Keith         | 1           |
| 14 | Twice              | 1           |
| 14 | Travis Scott       | 1           |
| 14 | Yeat               | 1           |